# Combinatoria algebrica
La combinatoria algebrica è un'area della matematica dai contorni in progressiva definizione che utilizza metodi dell'algebra astratta, facendo riferimento in particolare alle strutture della teoria dei gruppi e della teoria delle rappresentazioni, per affrontare numerosi problemi di natura combinatoria e per converso si serve di configurazioni combinatorie e di tecniche algoritmico-combinatorie per analizzare strutture e problemi dell'algebra astratta. 
Lo sviluppo di quest'area è piuttosto recente e i suoi contorni sono in progressiva definizione. Molte delle sue tematiche hanno avuto sviluppi di rilievo a partire dal 1964, ma senza riuscire a far emergere un'area fino al 1980. In effetti, nella prefazione del suo testo Combinatorial Theory, pubblicato nel 1979 e molto influente negli anni 1980, Martin Aigner segnala il "crescente consenso sulla opportunità che la combinatoria si divida in tre parti (Enumerazione, teoria degli ordini e Configurazioni)", senza neppure menzionare il termine combinatoria algebrica. 
Negli anni 1980 la progressiva crescita degli studi concernenti la congiunzione di metodi combinatorici e algebrici hanno condotto alla introduzione nella versione del 1991 dello schema di classificazione MSC della categoria di secondo livello 05Exx intitolata Combinatoria algebrica.
Nel corso dei primi e intermedi anni 1990 i tipici oggetti combinatorici di interesse per la combinatoria algebrica o presentavano marcate simmetrie (schemi associativi, grafi fortemente regolari, posets muniti di azioni di gruppi), oppure possedevano una ricca struttura algebrica, che spesso aveva origine nella teoria delle rappresentazioni (funzioni simmetriche, tabelle di Young). 
I risultati acquisiti e consolidati negli anni successivi hanno fatto considerare la combinatoria algebrica come un'area della matematica sempre più estesa, nella quale le interazioni fra metodi combinatorici e algebrici sono particolarmente forti e significative. Gli argomenti combinatorici possono essere enumerativi negli scopi specifici, e coinvolgere strutture come matroidi, politopi, posets o geometrie finite. Sul versante algebrico, oltre alle teorie dei gruppi e delle rappresentazioni, sono cresciuti i ruoli della teoria dei reticoli e dell'algebra commutativa. Una delle sue sotto-aree di maggiore crescita è l'algebra commutativa combinatoria. 
Questi sviluppi hanno ricevuto riconoscimento dal consolidarsi della categoria 05Exx nelle versioni di MSC del 2000 e del 2010. In particolare la modifica più recente (v. http://msc2010.org/mscwiki/index.php?title=05Exx) vede sistematici ampliamenti della portata delle categorie di terzo livello. 
Il recente progressivo consolidamento della combinatoria algebrica è rispecchiato anche dalla pubblicazione di testi autorevoli sull'argomento, dalla rilevanza della rivista Journal of Algebraic Combinatorics pubblicata dalla Springer-Verlag (periodico scientifico internazionale che si propone come forum per quest'area), e dalla organizzazione di alcune serie di convegni.